# Élections législatives de 1986 dans le Jura
Les élections législatives françaises de 1986 ont lieu le 16 mars 1986. Dans le département du Jura, trois députés sont à élire dans le cadre d'un scrutin proportionnel par liste départementale à un seul tour.

## Élus
| Député élu      |  | Parti    |
| --------------- |  | -------- |
| Gilbert Barbier |  | UDF (AD) |
| Jean Charroppin |  | RPR      |
| Alain Brune     |  | PS       |

## Listes en présence

### Mouvement pour un parti des travailleurs
| N° | Candidats         | Parti | Parti | Principales fonctions               |
| -- | ----------------- | ----- | ----- | ----------------------------------- |
| 01 | Raoul Chavet      |       | MPPT  | Technicien plastique                |
| 02 | Gérard Barrot     |       | MPPT  | Inspecteur des PTT                  |
| 03 | Philippe Boitelle |       | MPPT  | Conseiller en épargne et prévoyance |
|    |                   |       |       |                                     |
| 04 | Jacques Berthault |       | MPPT  | Infirmier psychiatrique             |
| 05 | Michel Monier     |       | MPPT  | Magasinier                          |

### Parti communiste français
| N° | Candidats            | Parti | Parti | Principales fonctions                                                        |
| -- | -------------------- | ----- | ----- | ---------------------------------------------------------------------------- |
| 01 | Maurice Faivre-Picon |       | PCF   | Conseiller général du Canton de Dole-Sud-Ouest et maire de Damparis, ouvrier |
| 02 | Henri Auger          |       | PCF   | Maire de Lons-le-Saunier, professeur                                         |
| 03 | Françoise Millet     |       | PCF   | Technicienne PTT                                                             |
|    |                      |       |       |                                                                              |
| 04 | Francis Lahaut       |       | PCF   | Conseiller municipal de Saint-Claude, employé                                |
| 05 | Robert Buchon        |       | PCF   | Professeur                                                                   |

### Parti socialiste
| N° | Candidats              | Parti | Parti | Principales fonctions                                                                                      |
| -- | ---------------------- | ----- | ----- | --- |
| 01 | Alain Brune            |       | PS    | Député sortant et conseiller général du Canton de Sellières, conseiller municipal de Sellières, professeur |
| 02 | Jean-Pierre Santa Cruz |       | PS    | Député sortant, maire de Dole, conseiller régional, médecin                                                |
| 03 | Serge Cachot           |       | PS    | Conseiller municipal de Morez                                                                              |
|    |                        |       |       | |
| 04 | Marc Mignot            |       | PS    | Conseiller municipal de Montbarrey, vétérinaire                                                            |
| 05 | Gysiane Tremblais      |       | PS    | Assistante sociale, Lons-le-Saunier                                                                        |

### Les Verts
| N° | Candidats            | Parti | Parti | Principales fonctions       |
| -- | -------------------- | ----- | ----- | --------------------------- |
| 01 | Jacques Lançon       |       | LV    | Gérant de société           |
| 02 | Jacques Cuaz         |       | LV    | Photographe                 |
|    |                      |       |       |                             |
| 03 | Bernard Ducloux      |       | LV    | Agriculteur, maire de Rahon |
| 04 | Marie-Pierre Bresson |       | LV    | Enseignante                 |
| 05 | Jean-Luc Mayet       |       | LV    | Éducateur                   |

### Opposition (UDF-RPR)
| N° | Candidats                  | Parti | Parti    | Principales fonctions                                       |
| -- | -------------------------- | ----- | -------- | ----------------------------------------------------------- |
| 01 | Gilbert Barbier            |       | UDF-AD   | Maire de Dole, conseiller régional, chirurgien              |
| 02 | Jean Charroppin            |       | RPR      | Maire de Champagnole, conseiller régional, pharmacien       |
| 03 | Philippe Chaix             |       | UDF-CDS  | Conseiller général du Canton d'Arinthod, haut fonctionnaire |
|    |                            |       |          |                                                             |
| 04 | Jacques Pélissard          |       | RPR      | Conseiller municipal de Poligny, avocat                     |
| 05 | Daniel Grandclément-Chaffy |       | UDF-Rad. | Journaliste, Saint-Claude                                   |

### Divers droite
| N° | Candidats        | Parti | Parti | Principales fonctions                                                            |
| -- | ---------------- | ----- | ----- | -------------------------------------------------------------------------------- |
| 01 | Jean Burdeyron   |       | DVD   | Conseiller général du Canton de Moirans-en-Montagne et maire de Moirans, médecin |
| 02 | Bernard Legrand  |       | DVD   | Inspecteur d'assurances, Lons-le-Saunier                                         |
| 03 | Alain Bégrand    |       | DVD   | Artisan coiffeur, Dole                                                           |
|    |                  |       |       |                                                                                  |
| 04 | Françoise Jobert |       | DVD   | Conseillère municipale de Domblans                                               |
| 05 | Joël David       |       | DVD   | Artisan-commerçant fromager, Les Rousses                                         |

### Front national
| N° | Candidats               | Parti | Parti | Principales fonctions                                                           |
| -- | ----------------------- | ----- | ----- | ------------------------------------------------------------------------------- |
| 01 | Jean-Étienne Normand    |       | FN    | Principal de collège retraité, consul honoraire, conseiller municipal de Tavaux |
| 02 | Jean-Marie Grenier      |       | FN    | Artisan                                                                         |
| 03 | Maryse Vernier          |       | FN    | Secrétaire de direction                                                         |
|    |                         |       |       |                                                                                 |
| 04 | Jean-Marie Carrion      |       | FN    | Hôtelier                                                                        |
| 05 | Henri Rival de Rouville |       | FN    | Militaire retraité                                                              |

## Résultats

### Résultats à l'échelle du département
| Liste Parti politique | Liste Parti politique                                                                                            | Tête de liste        | Tour unique | Tour unique | Sièges |
| Liste Parti politique | Liste Parti politique                                                                                            | Tête de liste        | Voix        | %           | Sièges |
| --------------------- | --- | -------------------- | ----------- | ----------- | ------ |
|                       | Liste d'opposition unie Union pour la démocratie française (RPR)                                                 | Gilbert Barbier      | 53 860      | 41,10       | 2      |
|                       | Pour une majorité de progrès avec le président de la République Parti socialiste                                 | Alain Brune          | 45 302      | 34,57       | 1      |
|                       | Liste de Rassemblement national présentée par le Front national Front national                                   | Jean-Étienne Normand | 11 406      | 8,70        | 0      |
|                       | Liste présentée par le Parti communiste français Parti communiste français                                       | Maurice Faivre-Picon | 9 986       | 7,62        | 0      |
|                       | Liste indépendante d'opposition nationale Divers droite                                                          | Jean Burdeyron       | 4 998       | 3,81        | 0      |
|                       | Liste des Verts Les Verts                                                                                        | Jacques Lançon       | 4 641       | 3,54        | 0      |
|                       | Liste du Mouvement pour un parti des travailleurs Jura Extrême gauche (Mouvement pour un parti des travailleurs) | Raoul Chavet         | 854         | 0,65        | 0      |
|                       | |                      |             |             |        |
| Inscrits              | Inscrits | Inscrits             | 172 318     | 100,00      | 3      |
| Abstentions           | Abstentions | Abstentions          | 35 155      | 20,40       |        |
| Votants               | Votants | Votants              | 137 163     | 79,60       |        |
| Blancs et nuls        | Blancs et nuls                                                                                                   | Blancs et nuls       | 6 116       | 4,46        |        |
| Exprimés              | Exprimés | Exprimés             | 131 047     | 95,54       |        |